# Reproducteur canin inscrit au Livre des origines français
Un reproducteur (ou reproductrice) LOF est un chien inscrit au Livre des origines français. Cette appellation le différencie du chien croisé, d'apparence ou de type racial. Le chien, ou la chienne, doit être conforme à  un minimum de critères exigé par la Fédération cynologique internationale (FCI), et, pour la France, par la Société centrale canine (SCC) en conformité avec les directives du Code rural.  

## Inscription au Livre des origines français
Pour être un chien LOF ou un futur reproducteur canin LOF, le chien doit, au minimum, être inscrit sur le Livre des origines français. C'est un livre généalogique reconnu par le ministère de l'Agriculture. Il est tenu par la Société centrale canine qui gère les chiens inscrits à titre provisoire ou définitif. Ce chien a droit à l'appellation chien de race qui le différencie du qualificatif chien croisé, d'apparence ou de type racial. En complément de ce minimum, des recommandations pour améliorer la sélection sont émises par la FCI, la SCC et l'association ou club officiellement reconnu par la SCC pour chaque race. 
Si les parents possèdent un pedigree et si leur chiot est enregistré à la SCC, il obtient un Certificat de naissance provisoire. Si le chien adulte possède un certificat de naissance provisoire ou a seulement l’apparence de la race, il peut obtenir un Pedigree après avoir passé avec succès un examen de confirmation.

### Minimum exigé pour avoir un Certificat de naissance provisoire
Au niveau des parents, la femelle (lice) doit être inscrite au LOF à titre définitif et le mâle (étalon) doit être inscrit au LOF à titre définitif ou être reconnu comme chien reproducteur dans un pays adhérent à la Fédération cynologique internationale  pour les chiens vivants à l'étranger. La saillie  et l'ensemble de la portée  doivent être déclarés auprès de la SCC dans le délai indiqué sur les documents d'inscription. Le responsable de la portée doit respecter les textes de loi en cours consultables dans le Code rural, par exemple, pas de vente  de chiots avant 8 semaines, fournir une attestation de cession  ou une  facture, un document d'information sur les caractéristiques et les besoins de l'animal et un certificat de santé établi par un vétérinaire.

### Minimum exigé pour avoir un Pedigree
Pour être un reproducteur de race, l'étalon ou la lice doit avoir un document dénommé Pedigree (inscription définitive au LOF). C'est un document officiel comportant la généalogie du chien. Il certifie l’exactitude de ses origines et sa conformité au standard de la race. 
Le chien qui peut prétendre à l'obtention de ce document après avoir passé avec succès un examen de confirmation auprès d'un juge confirmateur est : 
- le chien issu de 2 géniteurs avec pedigree  et détenteur d'un certificat de naissance qui sera transformé en pedigree définitif,
- le chien issu de un ou deux géniteurs possédant un pedigree dont la portée n'a pas été déclarée à la SCC. Dans ce cas, il passe l'examen dans les conditions d'un chien d'apparence ou de type racial et obtient un Pedigree à titre initial (T.I.) sans mention de sa généalogie.
- le chien issu de parents d'apparence ou de type racial qui obtient un Pedigree à titre initial

## Examen de confirmation
Il est pratiqué par un juge confirmateur qui vérifie que le chien soit conforme aux critères du standard de sa race. Les associations de race  ou club de race décident, en accord avec la SCC de l'âge minimum exigé pour la confirmation. Cet âge dépend du groupe (une dizaine) et  de la race de chien (plus de 300 races).

### Âge minimum par groupes
Cet âge ne peut pas être inférieur à 10 mois mais il n'y a pas de limite maximum.
| Minimum exigé | 10 mois                       | 12 mois                          | 15 mois |
| Groupe1       |                               | Reste du groupe                  | Berger allemand, berger de Brie, bouvier des Flandres |
| Groupe 2      |                               | Reste du groupe                  | Schnauzer géant, dogue allemand, dogue de Bordeaux, Mastiff, Bullmastiff, Mâtin de Naples, montagne des Pyrénées, Saint-Bernard, Terre-Neuve, dogue du Tibet, Léonberg, Landseer, Dobermann, Rottweiler, mâtin des Pyrénées, Hovawart, Cane Corso, grand bouvier suisse, bouvier bernois, Fila Brasileiro, mâtin espagnol, Rafeiro do Alentejo, Castro Laboreiro, chien de montagne de la Serra de Estrela |
| Groupe 3      |                               | Tout le groupe                   | |
| Groupe 4      |                               | Tout le groupe                   | |
| Groupe 5      |                               | Reste du groupe                  | Chien du Pharaon, Cirneco de l’Etna, Podenco Canario, Podenco Ibicenco, Podengo portugais (grand et moyen), Samoyède, Esquimau du Groënland, Akita Inu |
| Groupe 6      |                               | Reste du groupe                  | Rhodesian Ridgeback |
| Groupe 7      |                               | Tout le groupe                   | |
| Groupe 8      |                               | Reste du groupe                  | Retrievers |
| Groupe 9      | Épagneul japonais et pékinois | Reste du groupe                  | |
| Groupe 10     |                               | Whippet et petit lévrier italien | Reste du groupe |

### Localisation des lieux de confirmation
- Les expositions canines nationales ou internationales et présentations organisées par les sociétés canines régionales[11] affiliées à la S.C.C.
- Les expositions nationales ou régionales d’élevage et les réunions de délégations organisées par les associations de race affiliées, avec l’accord des sociétés régionales.
- Les fields trials organisés par les sociétés régionales et les associations de race.
- Les séances de confirmation organisées par les sociétés régionales et les associations de race.
- L’examen de confirmation au domicile de l’expert confirmateur peut être autorisé exceptionnellement, à condition que l’association de race concernée en admette le principe et en ait informé la Société centrale canine.

### Documents à présenter au juge confirmateur
Le propriétaire du chien doit présenter au juge, le certificat de naissance délivré par la SCC si le chien est né en France ou le pedigree du pays d’origine si le chien est importé,  la carte d’identification remis lors de l'achat du chiot avec mention du tatouage ou du n° de transpondeur et le formulaire d’examen de confirmation (d’inscription au titre de l’import si le chien est né à l’étranger ou d’inscription à titre initial si le chien n’a pas d’origines connues) à demander à l'organisateur du lieu de confirmation.

### Après avoir passé avec succès l'examen de confirmation
Le propriétaire doit envoyer le dossier complet à la SCC.  (les modalités sont indiqués au dos du formulaire de confirmation). La Société centrale canine envoie une copie du dossier de confirmation au club de race qui dispose d’un délai d’un mois pour valider ou refuser la confirmation. La Société centrale canine  retourne au propriétaire le Pedigree définitif (ou l’original du pedigree étranger annoté pour une confirmation au titre de l’importation). 
En cas de refus de confirmation, une procédure d'appel est prévue et peut être demandée.

#### Inscription définitive au LOF
- les chiens nés en France et possédant un certificat provisoire de naissance
- les chiens importés, (nés à l'étranger) et possédant un « pedigree export » de leur pays d'origine
- les chiens non LOF admis à titre initial (T.I.) dont le livre de la race est dit "ouvert". Cela concerne la majorité des races.

#### Inscription  sur un livre d'attente
Sont inscrits sur un livre d'attente, les chiens non LOF dont le livre d'origine de la race est dit "fermé" (sur demande du club de race et après autorisation du ministère de l’Agriculture lorsque la population de chiens est importante). Après 3 générations inscrites au Livre d’attente, leurs chiots pourront être inscrits au LOF.  

## Alternative au LOF
Il existe une proposition émise par la Société Francophone de Cynotechnie  intitulée Projet LOFA  ou Livre des Origines Français Alternatif avec des objectifs zootechniques partiellement différents de ceux du reproducteur LOF. L'objectif est non plus seulement de produire des chiens de race mais aussi et surtout de produire des chiots d'apparence phénotypique (type racial) incontestable mais également dépourvus de tares génétiques, en bonne santé durant toute leur vie, avec une durée de vie raisonnable, et un tempérament sociable et équilibré.